# Premnoplex brunnescens
Premnoplex brunnescens là một loài chim trong họ Furnariidae.